# 2009年克罗地亚学生抗议运动
2009年克罗地亚学生抗议运动始于萨格勒布大学的人文和社会科学学院。2009年4月20日周一，为争取义务教育权的学生们开始占领克罗地亚萨格勒布大学的哲学系学院。占领校园行动持续了35天。5月24日，学生们投票决定停止占领校园行动。

## 原因
示威原因起于克罗地亚政府意图削减高等教育的公共补助资金的计划，从而引发学生们为争取大学以及研究生的补助金的运动。并要求暂停签署《博洛尼亚宣言》后的教育体系的改革和恢复1990年前的义务教育。
与世界上当时正爆发的学生抗议运动的浪潮，他们的相同点是反对教育体系被私有化和商业化。

## 抗议
萨格勒布的学生的占领行动第二天蔓延到扎达尔大学，然后蔓延到克罗地亚的其他城市，如斯普利特、普拉、里耶卡和奥西耶克。在这35天里，克罗地亚8个城市的大约20个大学被抗议学生占领。
抗议的学生要求人人享有免费的义务教育的权利，并取消所有高等教育学校的学费。在学生占领行动期间，每个人都可以自由进出教学楼，但学校并没有正常上课。相反，学生们组织了一个替代的教育项目，如讲座、辩论会、研讨会、电影放映和其他活动。每个人都可以自由参加这些活动，无论他们是否是学生。只有平常的课程被暂停了，诸如校园内的管理部门、图书馆、和教学楼内的其他设施照常运作。

## 结果
克罗地亚政府最后颁布一项关于高等教育体系补助金和义务教育的新模式并在2010年和2011年新模式启用。